# レナード・ウィバーリー
レナード・ウィバーリー（Leonard Wibberley、1915年4月9日 - 1983年11月22日） は、アメリカの小説家。アイルランド生まれで、本名はLeonard Patrick O'Connor Wibberley。代表作であるユーモア冒険小説「小鼠」シリーズの他、ノンフィクションやSFを含め幅広いジャンルの作品があり、またレナード・ホールトン(Leonard Holton)のペンネームで推理小説、クリストファー・ウェップ(Christopher Webb)、パトリック・オコナー(Patrick O'Connor)のペンネームでジュブナイル小説などを書いた。

## 経歴
ダブリンに生まれる。父はクイーンズ大学ベルファスト農学教授のトーマス・ウィバーリー(Thomas Wibberley)。9歳の時に一家でロンドンに移る。16歳の時に父が亡くなったために、出版社で働くことになり、サンデー・ディスパッチ紙、デイリー・ミラー紙で見習いなどをした後、工員や皿洗いなどさまざまな職業を経験する。1943年にアメリカに渡り、ロンドン・イブニング・ニュースの海外特派員、AP通信の編集者などを勤める。1947年にカリフォルニアに移り、ロサンゼルス・タイムズに勤めながら小説の執筆を始める。1952年に最初の小説The King's Beardを発表し、以後ハーモサ・ビーチに住んで作家専業となる。
1954年にサタデー・イブニング・ポスト誌に掲載した「小鼠ニューヨークを侵略」（掲載時は「その日ニューヨーク侵略さる」The Day New York Was Invaded）が好評で、翌年リトル・ブラウン社からハードカバーで出版されてベストセラーとなる。1959年に、ジーン・セバーグ、ピーター・セラーズ主演で映画化もされた。同じグランド・フェンウィック大公国を舞台にする続編「小鼠 月世界を征服」を1962年に発表。この作品とThe Hands of Cormac Joyceもそれぞれ1963、72年に映画化された。生涯では100冊以上の著作を刊行。
趣味は、ヨット、スキンダイビング、ヴァイオリン、絵を描くことなど。後にダンス作家となるオルガ・メイナードと、ヘイゼル・ホルトンと2回の結婚をし、7人の子供がおり、2人目の子供は映画脚本家のコーマック・ウィバーリー(Cormac Wibberley)。1983年にサンタモニカにて死去。生涯アイルランド国籍のままだった。原稿や遺品は南カリフォルニア大学のレナード・ウィバーリー・アーカイブに寄贈されている。

## 作品
「小鼠」シリーズは、アルプス山脈北部の長さ5マイル、幅3マイルの国土のグランド・フェンウィック大公国が世界中で大騒動を巻き起こすもの。1954年に発表された第1作は、大公国が奇策をもってアメリカに戦争を仕掛ける物語で、当時の大国による核政策への風刺・寓話的作品となっている。ロサンゼルスのジョゼフ・ブリダー神父が活躍する推理小説は11作があり、One in FourなどのSF小説もある。ストーリー性豊かな作風はキプリングを思わせるという評もある。

### 小鼠シリーズ
- 小鼠 ニューヨークを侵略 The Mouse That Roard 1955年
- Beware of the Mouse 1958年
- 小鼠 月世界を征服 The Mouse on the Moon 1962年
- 小鼠 ウォール街を攪乱 The Mouse on Wall Street 1969年
- 小鼠 油田を掘りあてる The Mouse that Saved the West 1981年

### その他
- Mrs Searwood's Secret Weapon 1954年
- McGillicuddy McGotham 1956年
- Take Me to Your President 1957年
- Stranger At Killknock 1961年
- A Feast of Freedom 1964年
- The Island of the Angels 1964年
- The Centurion 1966年
- The Road from Toomi 1967年
- The Hands of Cormac Joyce 1967年
- Adventures of an Elephant Boy 1968年
- Meeting with a Great Beast 1971年
- Flint's Island: A sequel to 'Treasure Island'  1972年
- The Testament of Theophilus 1972年
- The Last Stand of Father Felix 1973年
- 1776-and All That 1975年
- One in Four 1976年
- Homeward to Ithaka 1978年

### レナード・ホールトン名義
推理小説（ブリダー神父シリーズ）
- The Saint Maker 1959年
- A Pact with Satan 1960年
- Secret of the Doubting Saint 1961年
- Deliver Us from Wolves 1963年
- Flowers by Request 1964年
- Out of the Depths 1966年
- A Touch of Jonah 1968年
- A Problem in Angels 1970年
- The Mirror of Hell 1972年
- The Devil to Play 1974年
- A Corner of Paradise 1977年

ノンフィクション
- （共著）The dramatic story in its history and legend 1953年
- The Trouble with the Irish (or the English, depending on your point of view) 1956年
- The Coming of the Green 1958年
- No Garlic in the Soup!--A Portuguese Adventure 1959年
- Yesterday's Land—A Baja California Adventure 1961年
- Zebulon Pike: Soldier and Explorer 1961年
- Ah, Julian! A Memoir of Julian Brodetsky 1963年
- Fiji: Islands of the Dawn 1964年
- Hound of the Sea: The Story of a Racing Yacht 1969年
- Voyage by Bus: Seeing America by Land Yacht 1971年
- The Shannon Sailors: A Voyage to the Heart of Ireland 1972年
- The Good-Natured Man: A Portrait of Oliver Goldsmith 1979年

### ジュブナイル小説（クリストファー・ウェッブ名義）
Funk & Wagnalls社
- Mark Toyman's Inheritance 1960年
- The River of Pee Dee Jack 1962年
- Quest of the Otter 1963年
- Matt Tyler's Chronicle 1966年
- The Ann and Hope Mutiny 1966年

### ジュブナイル小説（パトリック・オコナー名義）
Black Tigerシリーズ（E.M.Hale社）
- The Black Tiger 1956年
- Mexican Road Race 1957年
- Black Tiger at Le Mans 1958年
- Black Tiger at Bonneville 1960年
- Black Tiger at Indianapolis 1962年
- A Car Called Camellia 1970年

Ives Washburn社
- Society of Foxes 1954年
- Flight of the Peacock 1954年
- The Watermelon Mystery 1955年
- Gunpowder for Washington 1956年
- The Lost Harpooner 1957年
- The Five Dollar Watch Mystery 1959年
- Treasure at Twenty Fathoms 1961年
- The Raising of the Dubhe 1964年
- Seawind from Hawaii 1965年
- Beyond Hawaii 1969年

### ジュブナイル小説（Farrar, Straus & Giroux社）
- The King's Beard 1952年
- The Secret of the Hawk 1953年
- The Wound of Peter Wayne 1955年
- Kevin O'Connor and the Light Brigade 1957年
- Encounter Near Venus 1967年
- Attar of the Ice Valley 1968年
- Journey to Untor 1970年
- The Last Battle 1976年
- Perilous Gold 1978年
- The Crime of Martin Coverly 1980年

John Treegateシリーズ
- John Treegate's Musket 1959年
- Peter Treegate's War 1960年
- Sea Captain from Salem 1961年
- Treegate's Raiders 1962年
- Leopard's Prey 1971年
- Red Pawns 1973年

ノンフィクション
- The Epics of Everest 1955年
- The Life of Winston Churchill 1956年
- John Barry-Father of the Navy 1957年
- Wes Powell-Conqueror of the Colorado 1958年
- Guarneri: Story of a Genius 1974年

トーマス・ジェファーソンの生涯（歴史小説）
- Young Man from the Piedmont: The Youth of Thomas Jefferson 1963年
- A Dawn in the Trees: Thomas Jefferson, the Years 1776-1789 1964年
- The Gales of Spring: Thomas Jefferson, the Years 1789-1801 1965年
- Time of the Harvest: Thomas Jefferson, the Years 1801-1826 1966年

### ジュブナイル小説（その他）
- The Quest of Excalibur 1959年
- Little League Family 1978年

### 短編集
- Plays and long verse pieces 1959年
- Shamrocks and Silver Seas and Other Illuminations 1993年

### 日本語訳
- 清水政二訳『ニューヨーク侵略さる』講談社 1968年
- 清水政二訳『小鼠 ニューヨークを侵略』東京創元社 1976年
- 清水政二訳『小鼠 月世界を征服』東京創元社 1978年
- 清水政二訳『小鼠 ウォール街を攪乱』東京創元社 1978年
- 村上博基訳『小鼠 油田を掘りあてる』東京創元社 1985年